# Аврамов Іван Юрійович
Іва́н Ю́рійович Авра́мов (*16 березня 1949, село Приморське (нині Урзуф) Першотравневого району Сталінської області) — український журналіст, письменник (прозаїк).

## Життєпис
Іван Юрійович Аврамов народився 16 березня 1949 року в селі Приморське, Першотравневого району Сталінської області (нині село Урзуф, Мангушського району Донецької області). За національністю — грек.
1969 року закінчив Таганрозький державний педагогічний інститут, 1975 року — Вищу комсомольську школу при ЦК ВЛКСМ.
Працював на журналістській роботі. Нині — головний редактор журналу «Однокласник». Заслужений журналіст України.
Пише російською мовою. Автор книжок «Сын Арктоса» (Київ, 1995), «Дикий пляж», «Свенас», «Дорослі ігри», «Гру починає покійник».
Школу закінчив із золотою медаллю. Літературну журналістську освіту здобув в Тегеранському педагогічному інституті і Вищій Комсомольській школі при ЦК ВЛКСМ (Москва). У пресі — 30 років. Працював в газетах «Сельская новь», «Комсомолец Донбаса», «Комсомольское знамя». В наш час[коли?] — заступник головного редактора всеукраїнського журналу «Однокласник» і одночасно — оглядач газети «Незалежність».
Автор багатьох нарисів, есе, розповідей, публіцистичних роздумів, надрукованих в різний час в колективних збірках, газетах і журналах Києва, Донецька, Москви.
У 1995 році у видавництві «Український письменник» вийшла повість Івана Аврамова «Сын Арктоса», присвячена життю маріупольських греків-ромеїв, реаліям доленосного перебудовного часу.
Газета «Молодь України» в огляді творчості письменника відзначала: «Ступив на писательскую стезю, Иван Аврамов, опять-таки, не затерялся в литературном море. Он никому не подражает, у него свой голос, характерная эпичная манера письма. Исследует то, что знает лучше всего: жизнь греков украинского Приазовья и проблемы молодежи… И делает это с присущей ему основательностью, не избегая острых улов и в то же время выверяя каждое слово, любуясь им, как драгоценным камнем, который засверкает лишь тогда, если его умело огранить и подобрать соответствующую оправу…»
Має дружину, сина та двох дочок. Живе в Києві.